# Hölstein
Hölstein es una comuna suiza del cantón de Basilea-Campiña, situada en el distrito de Waldenburgo. Limita al norte con las comunas de Bubendorf y Ramlinsburg, al noreste con Zunzgen, al este con Tenniken y Diegten, al sur con Bennwil y Niederdorf, y al oeste con Lampenberg.

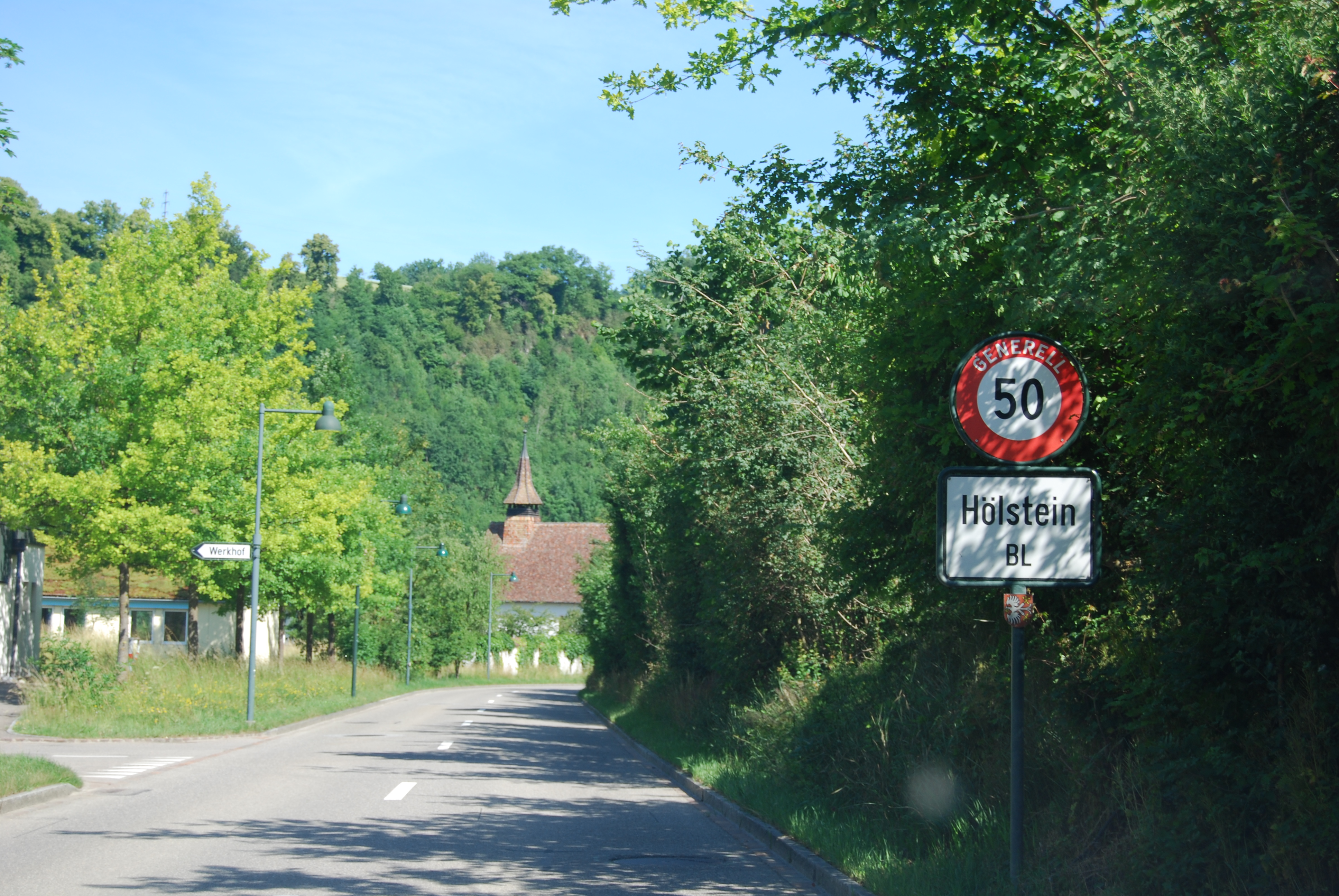
Hölstein